# Olympische Winterspiele 2014/Snowboard – Slopestyle (Frauen)
Der Snowboard Slopestyle der Frauen bei den Olympischen Winterspielen 2014 wurde am 12. Februar 2014 im Rosa Chutor Extreme Park ausgetragen. Es war der erste Wettbewerb dieser Art in der Olympischen Geschichte.
Olympiasiegerin wurde die US-Amerikanerin Jamie Anderson. Die Silbermedaille gewann Enni Rukajärvi aus Finnland und Bronze ging an die Britin Jenny Jones.

## Ergebnisse

### Qualifikation
Die vier Besten eines jeden Laufs qualifizierten sich automatisch für das Finale.
| Rang | Lauf | #  | Athletin         | Land               | Lauf 1 | Lauf 2 | Bester Lauf |
| ---- | ---- | -- | ---------------- | ------------------ | ------ | ------ | ----------- |
| 1    | 1    | 5  | Isabel Derungs   | Schweiz            | 82,50  | 87,50  | 87,50       |
| 2    | 1    | 11 | Torah Bright     | Australien         | 85,25  | 80,00  | 85,25       |
| 3    | 1    | 4  | Spencer O’Brien  | Kanada             | 82,75  | 65,00  | 82,75       |
| 4    | 1    | 8  | Enni Rukajärvi   | Finnland           | 79,00  | 23,75  | 79,00       |
| 5    | 1    | 1  | Jenny Jones      | Großbritannien     | 74,25  | 21,75  | 74,25       |
| 6    | 1    | 10 | Rebecca Torr     | Neuseeland         | 70,75  | 33,75  | 70,75       |
| 7    | 1    | 6  | Christy Prior    | Neuseeland         | 67,50  | 70,50  | 70,50       |
| 8    | 1    | 9  | Stefi Luxton     | Neuseeland         | 59,75  | 34,25  | 59,75       |
| 9    | 1    | 3  | Sina Candrian    | Schweiz            | 58,25  | 36,50  | 58,25       |
| 10   | 1    | 7  | Aimee Fuller     | Großbritannien     | 44,50  | 39,00  | 44,50       |
| 11   | 1    | 12 | Shelly Gotlieb   | Neuseeland         | 18,00  | 30,75  | 30,75       |
| 12   | 1    | 2  | Kjersti Buaas    | Norwegen           | 12,50  | 17,75  | 17,75       |
| 1    | 2    | 14 | Anna Gasser      | Österreich         | 89,50  | 95,50  | 95,50       |
| 2    | 2    | 18 | Jamie Anderson   | Vereinigte Staaten | 93,50  | DNS    | 93,50       |
| 3    | 2    | 20 | Elena Könz       | Schweiz            | 86,25  | 38,00  | 86,25       |
| 4    | 2    | 22 | Karly Shorr      | Vereinigte Staaten | 45,00  | 84,75  | 84,75       |
| 5    | 2    | 17 | Šárka Pančochová | Tschechien         | 77,75  | 33,75  | 77,75       |
| 6    | 2    | 16 | Jenna Blasman    | Kanada             | 60,25  | 51,50  | 60,25       |
| 7    | 2    | 23 | Jessika Jenson   | Vereinigte Staaten | 34,00  | 58,50  | 58,50       |
| 8    | 2    | 15 | Silje Norendal   | Norwegen           | 31,00  | 39,00  | 39,00       |
| 9    | 2    | 19 | Cheryl Maas      | Niederlande        | 18,00  | 31,25  | 31,25       |
| 10   | 2    | 21 | Merika Enne      | Finnland           | 17,00  | DNS    | 17,00       |
| 11   | 2    | 13 | Ty Walker        | Vereinigte Staaten | 1,00   | DNS    | 1,00        |

### Halbfinale
| Rank | #  | Athletin         | Land               | Lauf 1 | Lauf 2 | Bester Lauf |
| ---- | -- | ---------------- | ------------------ | ------ | ------ | ----------- |
| 1    | 17 | Šárka Pančochová | Tschechien         | 90,50  | 22,50  | 90,50       |
| 2    | 3  | Sina Candrian    | Schweiz            | 84,25  | 81,50  | 84,25       |
| 3    | 1  | Jenny Jones      | Großbritannien     | 82,25  | 83,25  | 83,25       |
| 4    | 15 | Silje Norendal   | Norwegen           | 16,75  | 78,75  | 78,75       |
| 5    | 23 | Jessika Jenson   | Vereinigte Staaten | 72,00  | 50,50  | 72,00       |
| 6    | 13 | Ty Walker        | Vereinigte Staaten | 66,00  | 43,75  | 66,00       |
| 7    | 12 | Shelly Gotlieb   | Neuseeland         | 63,25  | 33,75  | 63,25       |
| 8    | 9  | Stefi Luxton     | Neuseeland         | 18,25  | 60,25  | 60,25       |
| 9    | 7  | Aimee Fuller     | Großbritannien     | 33,75  | 37,50  | 37,50       |
| 10   | 10 | Rebecca Torr     | Neuseeland         | 27,25  | 32,50  | 32,50       |
| 11   | 16 | Jenna Blasman    | Kanada             | 32,25  | 10,50  | 32,25       |
| 12   | 19 | Cheryl Maas      | Niederlande        | 30,75  | 14,75  | 30,75       |
|      | 6  | Christy Prior    | Neuseeland         | DNS    | DNS    | DNS         |
|      | 2  | Kjersti Buaas    | Norwegen           | DNS    | DNS    | DNS         |
|      | 21 | Merika Enne      | Finnland           | DNS    | DNS    | DNS         |

### Finale
| Rang | #  | Athletin         | Land               | 1. Lauf | 2. Lauf | Bester Lauf |
| ---- | -- | ---------------- | ------------------ | ------- | ------- | ----------- |
| 1    | 18 | Jamie Anderson   | Vereinigte Staaten | 80,75   | 95,25   | 95,25       |
| 2    | 8  | Enni Rukajärvi   | Finnland           | 73,75   | 92,50   | 92,50       |
| 3    | 1  | Jenny Jones      | Großbritannien     | 73,00   | 87,25   | 87,25       |
| 4    | 3  | Sina Candrian    | Schweiz            | 77,25   | 87,00   | 87,00       |
| 5    | 17 | Šárka Pančochová | Tschechien         | 86,25   | 20,00   | 86,25       |
| 6    | 22 | Karly Shorr      | Vereinigte Staaten | 39,00   | 75,00   | 75,00       |
| 7    | 11 | Torah Bright     | Australien         | 64,75   | 66,25   | 66,25       |
| 8    | 5  | Isabel Derungs   | Schweiz            | 58,50   | 15,25   | 58,50       |
| 9    | 20 | Elena Könz       | Schweiz            | 24,50   | 54,50   | 54,50       |
| 10   | 14 | Anna Gasser      | Österreich         | 49,00   | 51,75   | 51,75       |
| 11   | 15 | Silje Norendal   | Norwegen           | 49,50   | 32,00   | 49,50       |
| 12   | 4  | Spencer O’Brien  | Kanada             | 30,00   | 35,00   | 35,00       |